# Carex furva
Carex furva là một loài thực vật có hoa trong họ Cói. Loài này được Webb mô tả khoa học đầu tiên năm 1838.